# Music (John Miles)
Music è un singolo del cantante inglese John Miles, pubblicato il 5 marzo 1976 come secondo e ultimo estratto dall'album Rebel.
Arrivò al n° 10 nella classifica tedesca dei singoli, al 1º posto in quella olandese, al n° 3 in quella britannica e al n° 88 negli Stati Uniti.

## Descrizione
La musica è caratterizzata da forti contrasti. Il pezzo inizia molto lentamente e ispirato. John Miles canta la prima strofa al pianoforte. Nella seconda metà del verso vengono aggiunti gli archi. Segue poi una veloce parte strumentale in 7/8 con la consueta strumentazione di un gruppo rock e una breve esecuzione della chitarra solista. Il tempo cambia bruscamente e John Miles ripete parte della prima strofa. Una sezione lenta dominata dagli archi introduce una ripetizione della seconda parte veloce, che però è più orchestrata, soprattutto con gli arrangiamenti degli archi e degli strumenti a fiato supplementari, con la strumentazione che aumenta gradualmente. Questa parte va avanti senza interruzioni fino alla fine, in cui gli elementi precedenti si combinano con le parti corali che portano ad un grande finale sostenuto e con John Miles che canta ancora una volta la prima strofa.

## Altre versioni
- Nel 1984 è stata pubblicata una versione tedesca da Karel Gott col titolo Musik, das ist mein Leben. Il testo in tedesco è stato scritto da Bernd Mann, uno dei cantanti della band Die Strandjungs.
- Il cantante di power metal tedesco Oliver Hartmann ha reinterpretato la canzone nel DVD dal vivo Handmade, questa versione è stata anche pubblicata nell'album compilation The Best is Yet to Come.
- Nel 1993 il DJ italiano Fargetta ha pubblicato una versione dance del brano intitolandolo Music My First Love.
- Il gruppo heavy metal tedesco Metalium incluse una cover del brano nell'album State of Triumph - Chapter Two (2000)
- Nel 2001 il gruppo italiano de I Camaleonti ha inciso una cover dal titolo Musica e memoria, con testo di Oscar Avogadro, pubblicata nell'album 2001 e oltre.
- Nel 2009, il gruppo Sylver ha ripreso Music in un duetto tra Silvy de Bie e John Miles.[5]

## Vari usi
- Dagli anni '90, la squadra di calcio del Nancy-Lorraine la trasmette all'inizio di ogni partita casalinga per annunciare l'ingresso in campo dei giocatori nello Stadio Marcel Picot. Fin dalla prima diffusione, questo brano ha avuto molto successo sugli spettatori ed è stato conservato. La sua trasmissione è stata sospesa soltanto un anno su richiesta dell'allenatore di allora, László Bölöni.
- Nel 2007, il rapper marsigliese L'Algérino ha utilizzato un campione di Music per la traccia L'Envie de Vaincre.[6].
- Questa musica è utilizzata allo Stadio della Mosson (Montpellier) in caso di vittoria del Montpellier Hérault Sport Club.
- Nel 2015, il DJ belga Rebel campiona Music per il suo titolo omonimo.

## Tracce
Lato A
1. Music - 5:52 (Miles)

Lato B
1. Putting My New Song Together - 4:19 (Miles, Marshall)

## Formazione
- John Miles: voce, pianoforte, chitarre, clavicembalo
- Bob Marshall: basso
- Barry Black: batteria, percussioni
- Andrew Powell: arrangiamenti orchestrali

## Classifiche
| Classifica (1976) | Posizione massima |
| ----------------- | ----------------- |
| Belgio (Fiandre)  | 1                 |
| Germania          | 10                |
| Paesi Bassi       | 1                 |
| Regno Unito       | 3                 |
| Svizzera          | 4                 |